# Centropogon glandulosus
Centropogon glandulosus är en klockväxtart som först beskrevs av William Jackson Hooker, och fick sitt nu gällande namn av Joseph Decaisne. Centropogon glandulosus ingår i släktet Centropogon och familjen klockväxter. Inga underarter finns listade i Catalogue of Life.